# ピアノ・クインテット・スイート
『PIANO QUINTET SUITE』（ピアノ・クインテット・スイート）は、ジャズ・ピアニストの大西順子が1995年に発表した5枚目のリーダー・アルバム。また、1996年3月19日に、米ブルーノート・レコードからも発売された。

## 収録曲
| #         | タイトル                                                                   | 作詞      | 作曲                 | 時間  |
| --------- | -------------------------------------------------------------------------- | --------- | -------------------- | ----- |
| 1.        | 「ピアノ・クインテット・スイート」                                         | -         | 大西順子             | 10:20 |
| 2.        | 「ペギーズ・ブルー・スカイライト」                                         | -         | チャールズ・ミンガス | 9:22  |
| 3.        | 「インタルード1」                                                          | -         | ロベルト・シューマン | 1:27  |
| 4.        | 「ナチュラリー」                                                           | -         | 大西順子             | 10:35 |
| 5.        | 「インタルード2」                                                          | -         | 大西順子             | 0:51  |
| 6.        | 「トロピック・オブ・カプリコーン」                                         | -         | 大西順子、林栄一     | 9:29  |
| 7.        | 「トニー」                                                                 | -         | 大西順子             | 3:20  |
| 8.        | 「オレンジ・ワズ・ザ・カラー・オブ・ハー・ドレス ～ ゼン・ブルー・シルク」 | -         | チャールズ・ミンガス | 7:56  |
| 9.        | 「A列車で行こう」                                                          | -         | デューク・エリントン | 6:58  |
| 合計時間: | 合計時間:                                                                  | 合計時間: | 60:18                |       |

## アルバム参加ミュージシャン
- 大西順子 - ピアノ
- マーカス・ベルグレイヴ - トランペット
- 林栄一 - アルト・サックス
- ロドニー・ウィテカー - ベース
- トニー・ラベソン - ドラムス

## 制作クレジット
- エグゼクティブ・プロデューサー - 行方均
- コ・プロデューサー - 大西順子

- レコーディング＆ミキシング・エンジニア - ジム・アンダーソン
- アシスタント・エンジニア - 植松豊、三浦健介
- マスタリング・エンジニア - 岡崎好雄

- カバー・スリーブ写真 - 宅間國博
- インナー・スリーブ写真 - 藤本史昭
- アートディレクション - 多久薫
- A&R ディレクター - 津下佳子

- ライナーノーツ - 藤本史昭

## 受賞歴
- 「スイングジャーナル」主催第29回（1995年度）ジャズ・ディスク大賞 日本ジャズ賞[2]

## リリース日一覧
| 地域           | リリース日     | レーベル                                  | 規格                   | カタログ番号 | 備考                           |
| -------------- | -------------- | ----------------------------------------- | ---------------------- | ------------ | ------------------------------ |
| 日本           | 1995年9月20日  | Somethin' Else (東芝EMI)                  | 12cmCD                 | TOCJ-5576    |                                |
| アメリカ合衆国 | 1996年3月19日  | ブルーノート                              | 12cmCD                 | 36483        |                                |
| 日本           | 2004年4月1日   | EMIミュージック・ジャパン                 | デジタル・ダウンロード | 94631410659  | mora AAC-LC 320kbps            |
| 日本           | 2004年4月1日   | EMIミュージック・ジャパン                 | デジタル・ダウンロード | A1000017275  | レコチョク                     |
| 日本           | 2004年4月1日   | EMIミュージック・ジャパン                 | デジタル・ダウンロード | B0046195FU   | アマゾン mp3                   |
| 日本           | 2004年10月20日 | EMIミュージック・ジャパン                 | デジタル・ダウンロード | 8d6kgx6hh2g8 | MSN Music mp3                  |
| 日本           | 2005年8月4日   | EMIミュージック・ジャパン                 | デジタル・ダウンロード | 728263231    | iTunes Store                   |
| 日本           | 2016年6月22日  | Somethin' Else (ユニバーサルミュージック) | 12cmCD                 | UCCJ-4157    | 24ビットリマスタリング、SHM-CD |